# Jacques Marin (beeldhouwer)

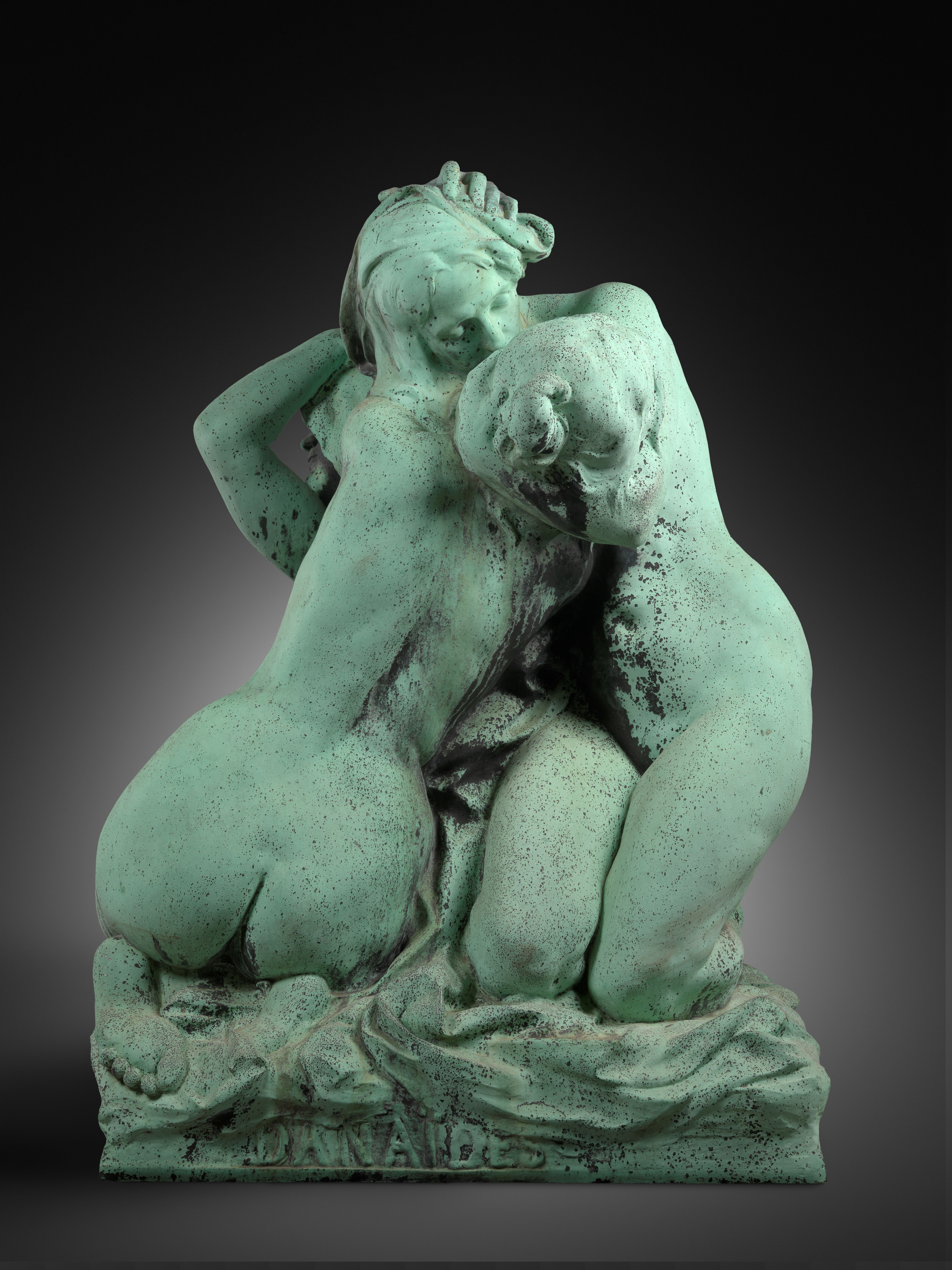
Danaïden (1901), collectie Koninklijk Museum voor Schone Kunsten Antwerpen

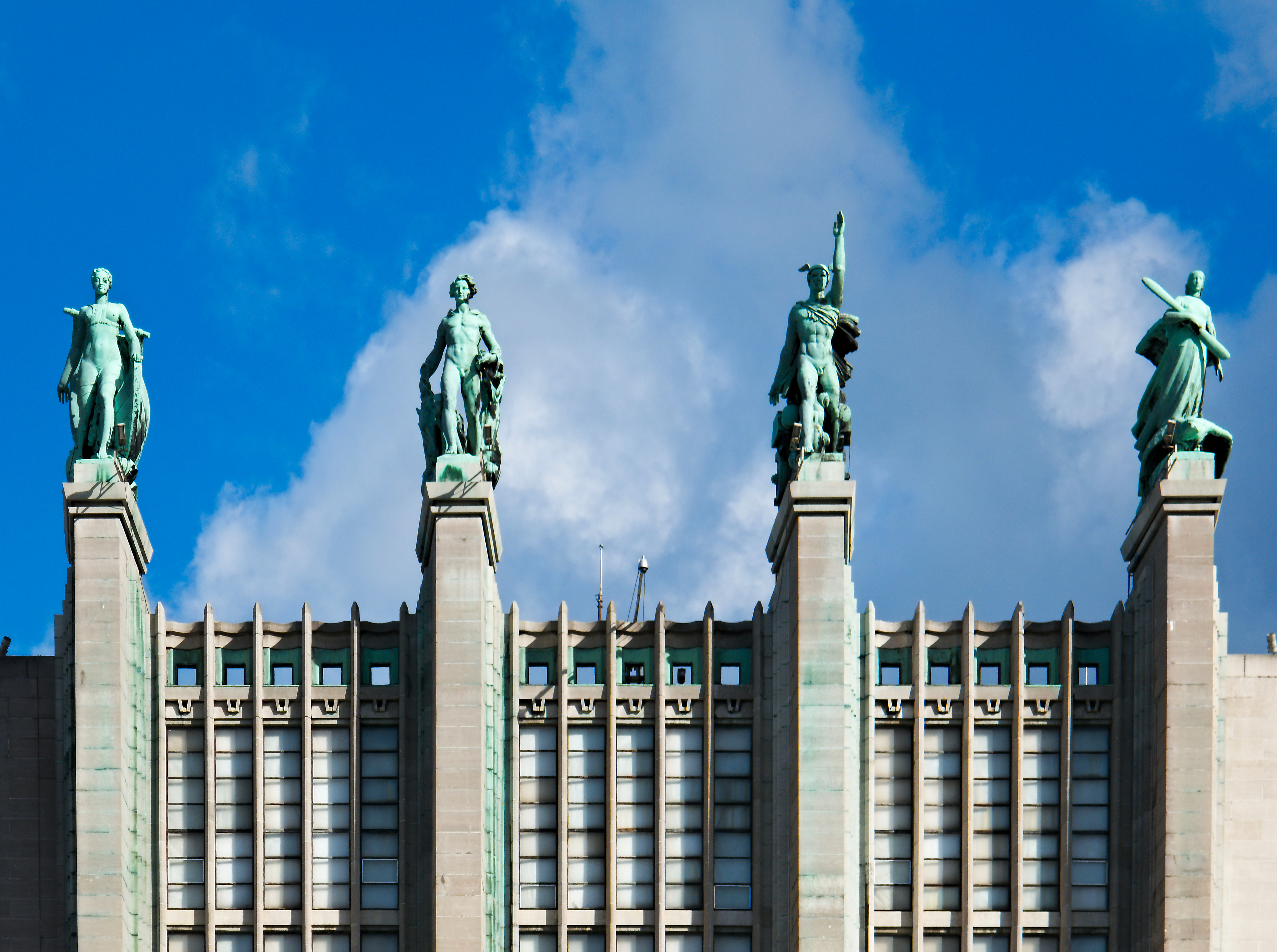
Bekroning van het Grand Palais, dat werd gebouwd voor de wereldtentoonstelling van 1935, met vier allegorische beelden naar het vervoer van die tijd: Zeevaart (Adolphe Wansart), Paardenkracht (Jacques Marin), Spoorwegen (Marnix D'Haveloose) en Luchtvaart (Ernest Wijnants)

Jacques François Marin (Brussel, 6 juni 1877 – Nijvel, 13 februari 1950) was een Belgisch beeldhouwer en medailleur.

## Leven en werk
Jacques Marin was een zoon van Jacques Jean Marin en Marie Vanhorick. Hij werd opgeleid aan de Koninklijke Academie voor Schone Kunsten van Brussel, als leerling van Jean-Joseph Jaquet, Louis François Lefebvre en Charles Van der Stappen.
Marin beeldhouwde onder meer bustes, allegorische figuren, oorlogsmonumenten, penningen en medailles en christelijk-religieus werk in brons, ivoor, klei, pleister en was. Terugkerend thema waren vrouwenfiguren en -groepen. In 1897 won hij de Godecharleprijs voor zijn beeld De aarde. Hij deed viermaal mee aan de Prix de Rome: hij werd derde in 1897, tweede in 1902 en 1906. Hij nam ook deel de Salons van Brussel, Antwerpen en Gent en internationale tentoonstellingen. Zijn werk werd meermaals bekroond met een medaille, hij behaalde zilver op de Louisiana Purchase Exposition in Saint Louis (1904), goud op de wereldtentoonstelling van 1905 in Luik,  zilver op de wereldtentoonstelling van 1910 in Brussel en zilver op de Internationale Tentoonstelling van Charleroi (1911).
Hij was directeur van de Academie in Tienen (1912-1935). Hij was daarnaast was als docent (1919-1947) verbonden aan de Brusselse Academie. Tijdens de Tweede Wereldoorlog was hij er waarnemend directeur (1941-1944). Willem De Backer was een van zijn leerlingen.
In 1949 werd in Brussel een retrospectief van het werk van Marin gehouden. Hij overleed het jaar erop, op 72-jarige leeftijd. Hij legateerde onder meer 24 terracotta's en 25 medailles aan het Koninklijke Musea voor Kunst en Geschiedenis.

## Enkele werken
- 1901 Danaïden, collectie Koninklijk Museum voor Schone Kunsten Antwerpen. Het beeld werd gegoten bij de Fonderie Nationale des Bronzes.
- 1904 Tramwezen, allegorisch beeld voor het gemeentehuis van Sint-Gillis. Boven de attiek van de rechter voorbouw staan v.l.n.r. Tramwezen van Marin, het Moederschap en de Kinderbescherming van Eugène Canneel en de Elektriciteit van Paul Du Bois.
- 1906 buste van Maurice Lemonnier (1860-1930), collectie kasteel van Lavaux-Sainte-Anne.
- 1908 Sint-Goedele voor de balustrade van de kathedraal van Sint-Michiel en Sint-Goedele in Brussel.
- 1913 bronzen plaquette ter herinnering aan oud-gemeenteraadslid dr. Arthur Bruylants (1852-1929), in het voorportaal van De Tinnen Schotel aan de Grote Markt in Tienen. De plaquette werd geplaatst ter gelegenheid van de opening van het Victor Beauduin Instituut.[6]
- 1914 L'Union Fait la Force, penning met portret van Albert I.
- 1914 Peau d'âne en La Vague (1936) bij entree gemeentehuis van Nijvel.
- 1920 oorlogsmonument voor Moorsel.
- 1921-1923 Victor Horta-fontein of fontein der Danaïden, rue Baron Horta in Brussel. In samenwerking met architect François Malfait.
- 1925 buste luitenant-generaal Charles Tombeur (1867-1947), Avenue du Parc, Sint-Gillis.
- 1925 De lente, kniestuk in de collectie van de Koninklijke Musea voor Schone Kunsten van België.
- 1930 bronzen vrouw met kind aan de ingang van het kinderperk op de begraafplaats van Etterbeek.
- 1932 plaquette Jules Vanhulst.
- 1935 Paardenkracht, allegorisch beeld voor het Grand Palais (Paleis 5) in Brussel.
- 1938 vier vergulde beeldengroepen voor de toren van het gemeentehuis van Vorst, samen met Marnix D'Haveloose. Ook Jean Canneel, Fernand Debonnaires, Lucien Hoffman, Victor Rousseau, Paul Stoffyn, Georges Vandevoorde, Antoine Vriens, Joseph Witterwulghe en Maurice Wolf verzorgden beeldhouwwerk voor het gemeentehuis.[7]
- ca. 1940 reliëfportret van Jean Puttaert (1867-1940) voor zijn graf op de begraafplaats van Evere.
- monument voor het 2e regiment Lansiers, Boulevard Général Jacques, Etterbeek.
- monument van de Congolese herdenking, overgebracht naar het Institut des Musées Nationaux du Congo in Kinshasa.
- oorlogsmonumenten in onder andere Frasnes-lez-Couvin, Manage, Châtelet, Lessen, Lens en Rixensart.

## Fotogalerij

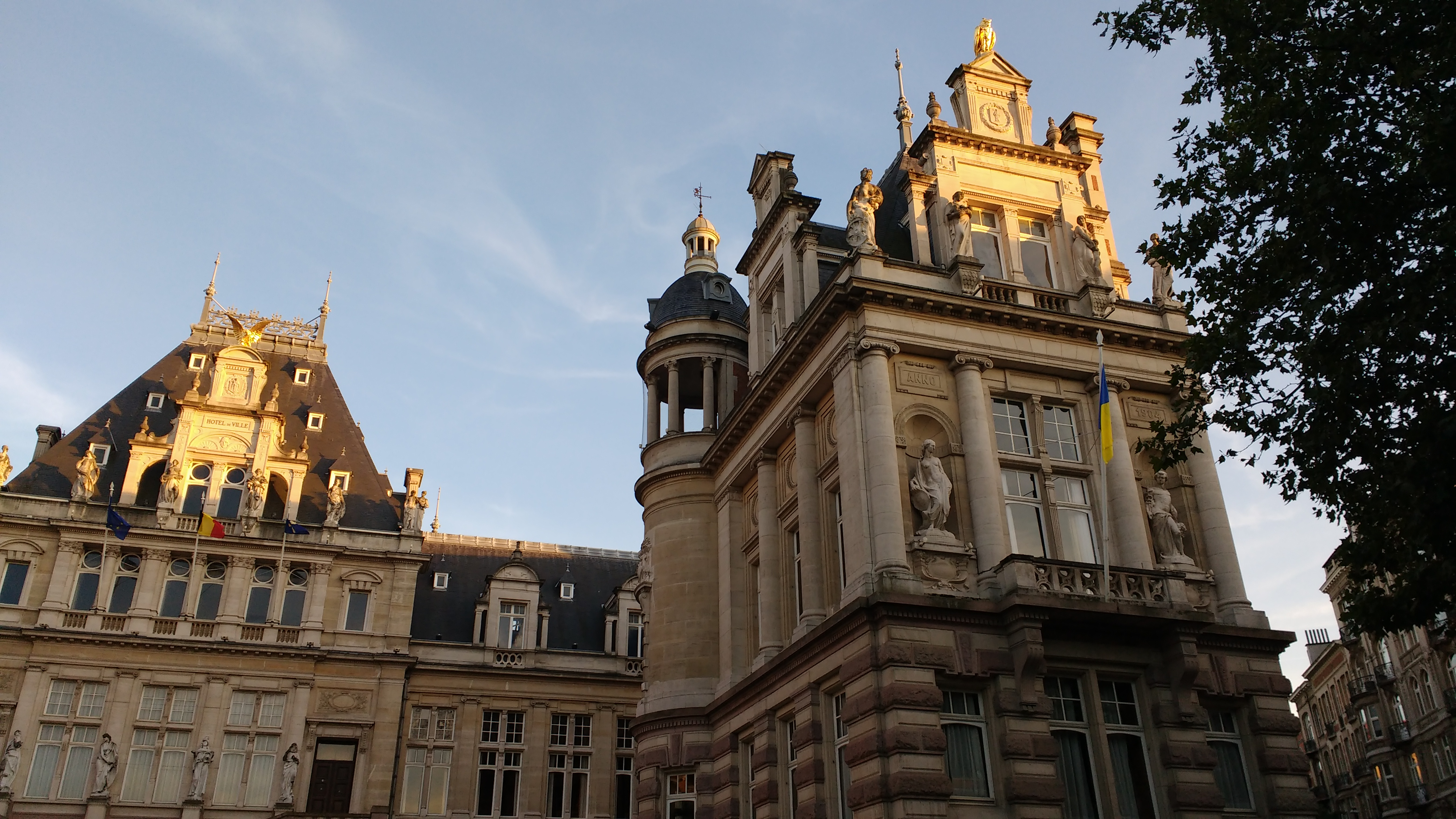
Tramwezen (1904), Sint-Gillis
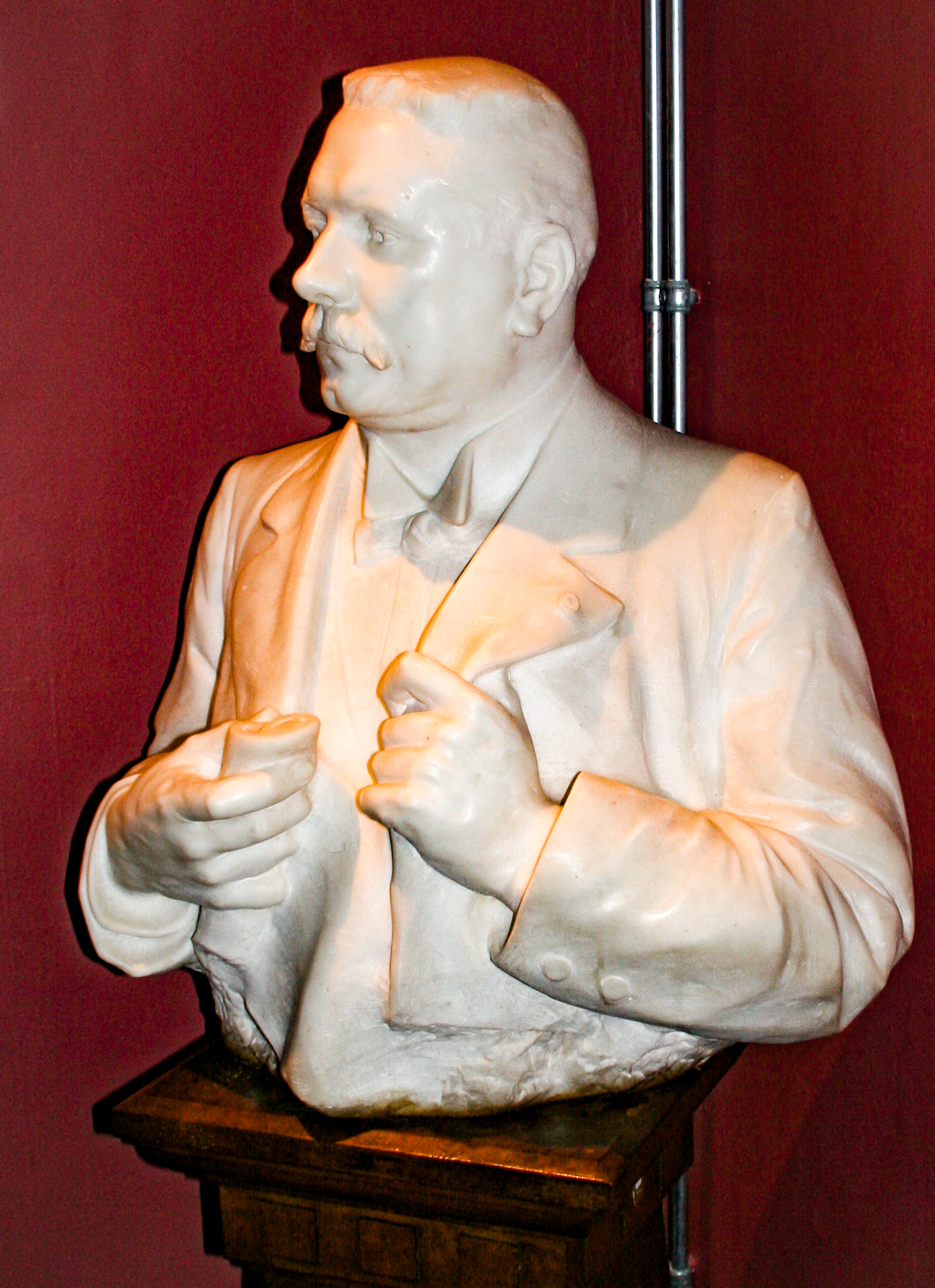
Maurice Lemonnier (1906)
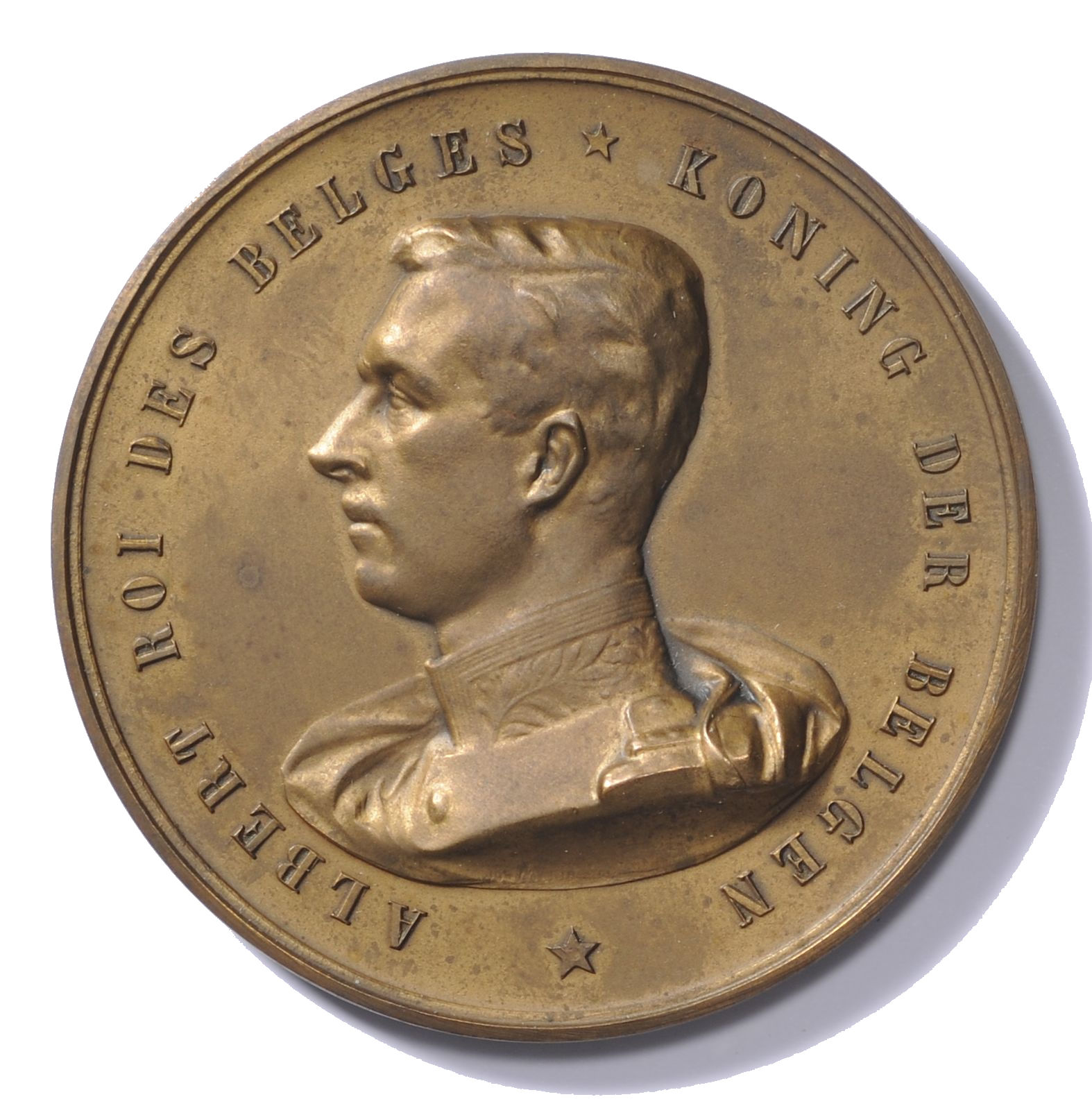
Albert I (1914)
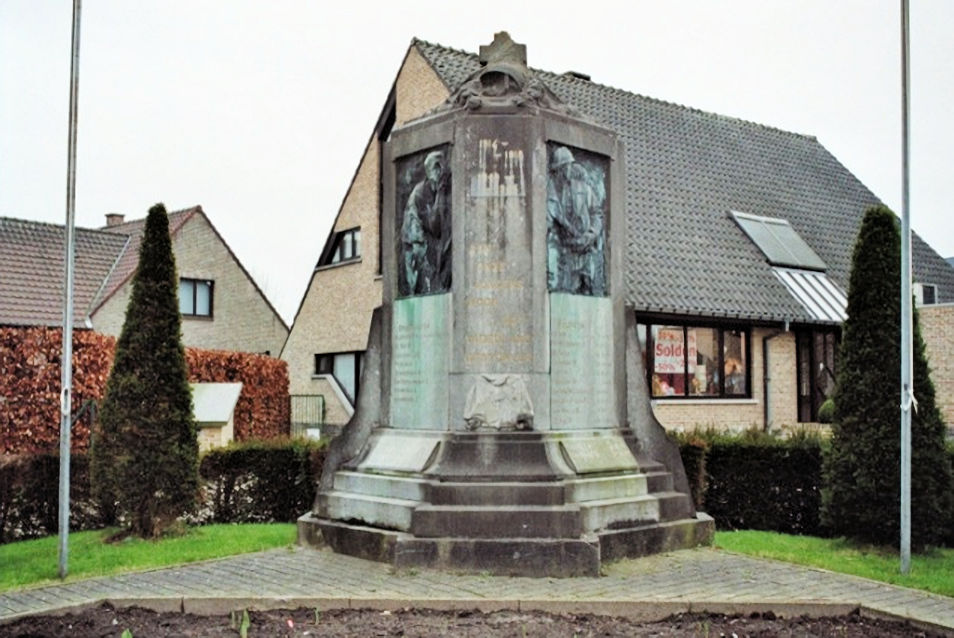
oorlogsmonument (1920), Moorsel
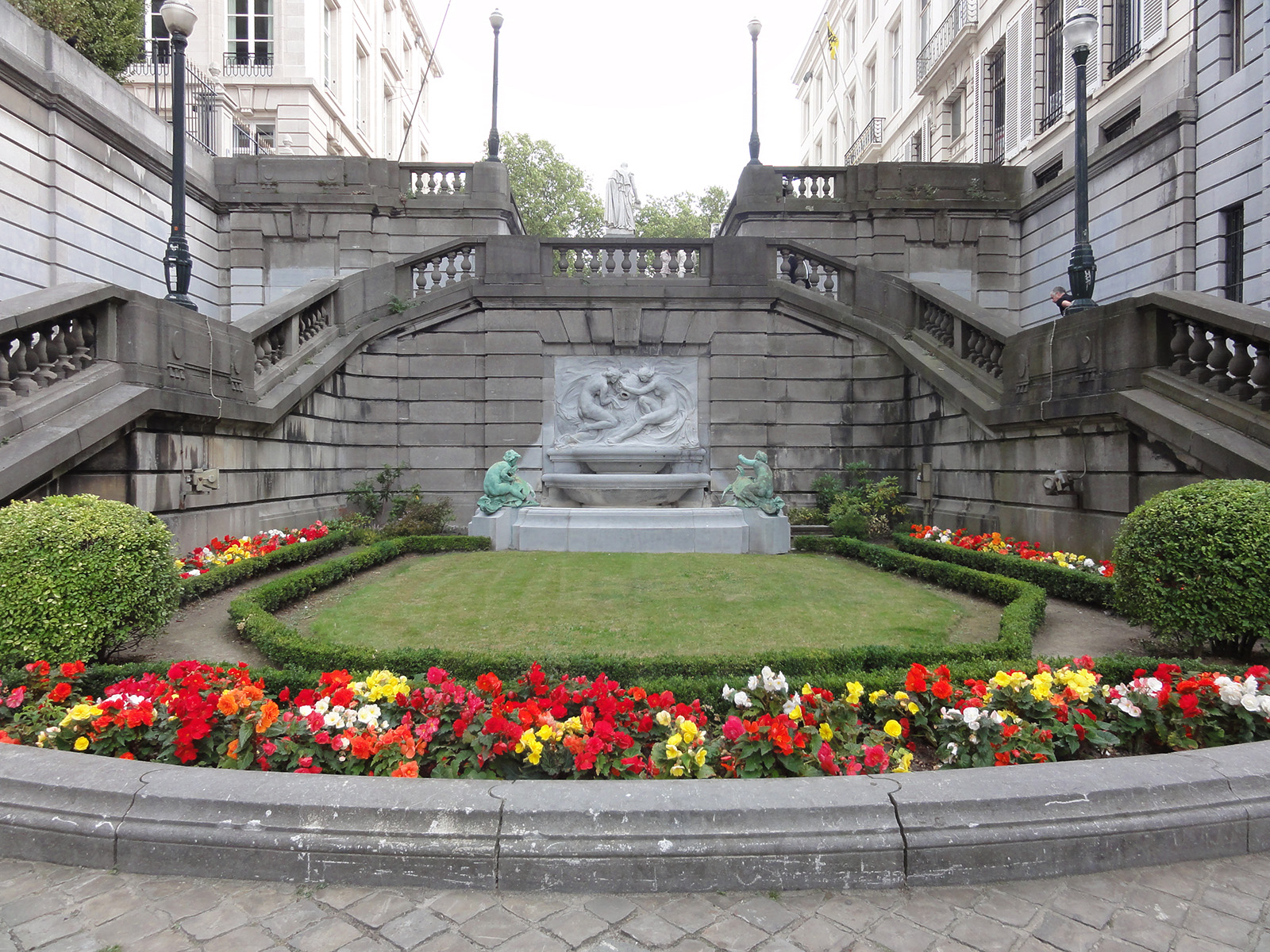
Victor Horta-fontein (1920-1921), Brussel
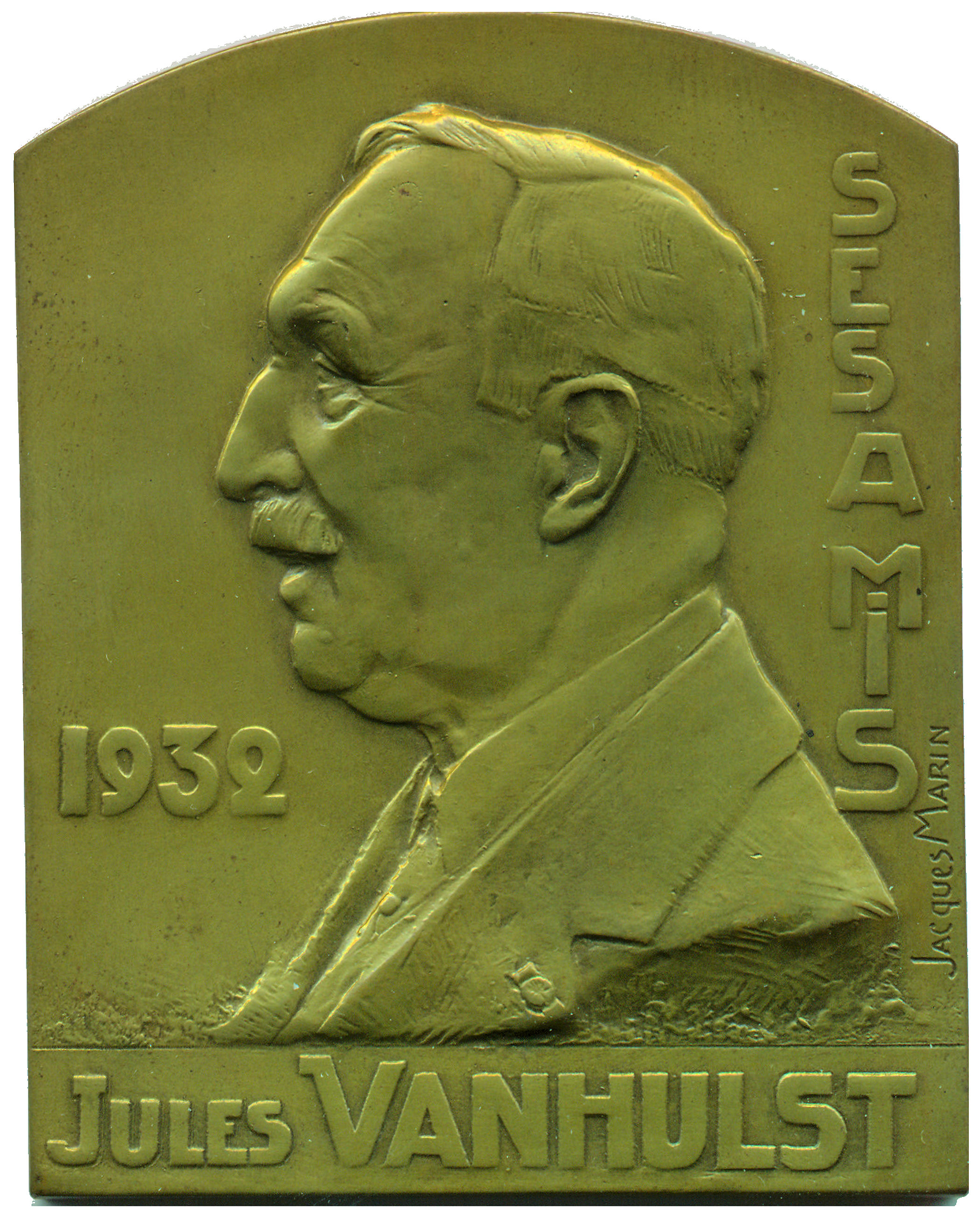
Jules Vanhulst (1932)
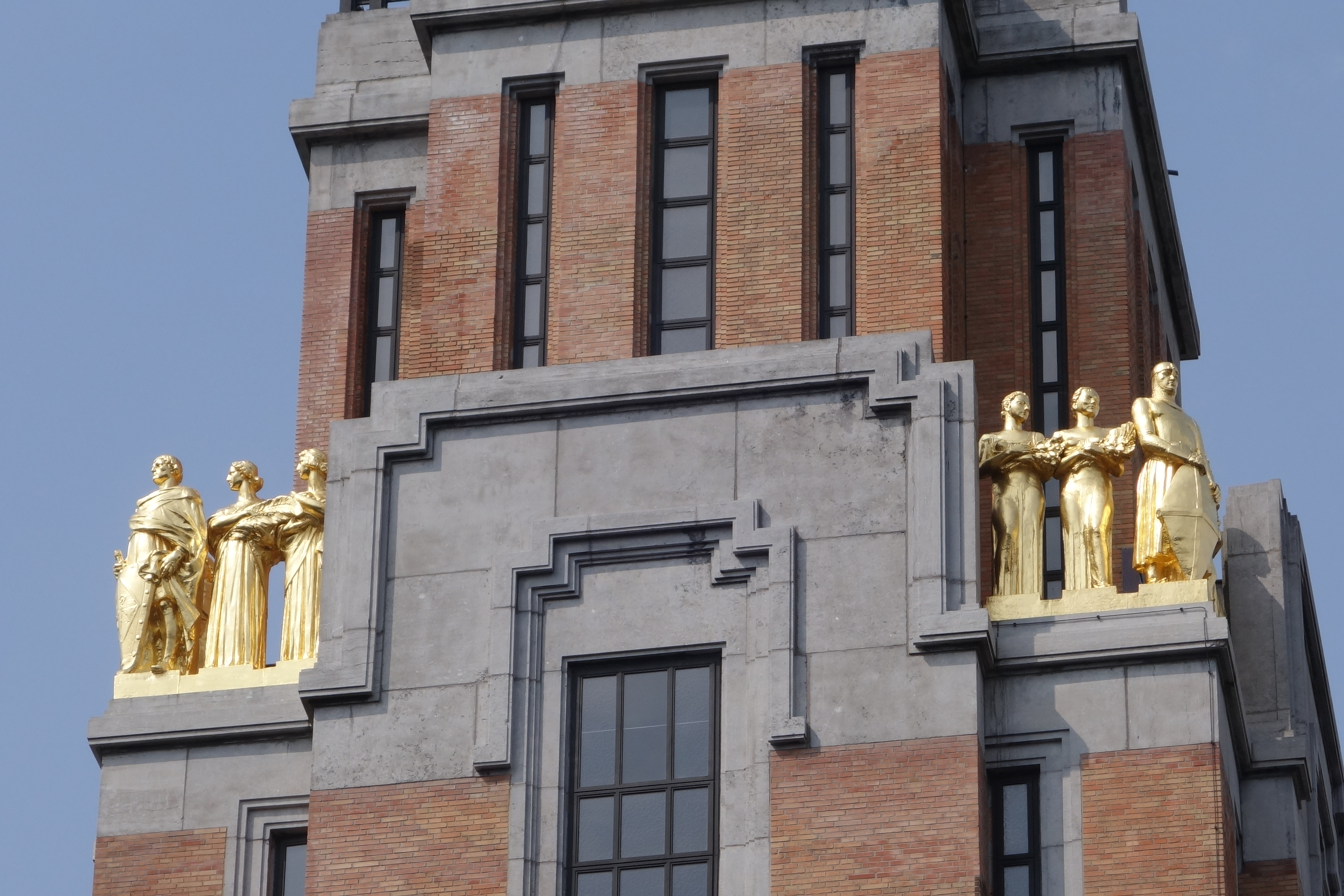
vergulde beeldengroepen (1938), Vorst

- Gemeinsame Normdatei: 1058715399
- RKD-Nederlands Instituut voor Kunstgeschiedenis: 52633
- Union List of Artist Names: 500194671
- Virtual International Authority File: 96693070